# 通勤輸送向け着席保証列車
通勤輸送向け着席保証列車（つうきんゆそうむけちゃくせきほしょうれっしゃ）とは、通勤・通学時間帯（概ね平日朝7-9時および平日夕方18時以降）に、定期券のほかに料金券を別途購入することで、着席が保証される旅客列車のことをいう 。

## 通勤輸送向け着席保証列車の分類
大塚良治の定義によると、通勤輸送向け着席保証列車には、定期券+料金券で乗車可能な列車として、JR旅客各社や大手私鉄などで主に着席を提供することを意図して運行されているホームライナーのほか、JRおよび私鉄の座席指定制特急列車や、私鉄の座席定員制列車、普通列車のグリーン車指定席および普通車指定席が該当する。なお、特急自由席およびグリーン車自由席は、着席サービス向上も意図しているものの、着席が保証されておらず、通勤輸送向け着席保証列車には該当しない。

## 料金券
着席整理用の料金券は、乗車整理券、着席整理券、ライナー券などと呼ばれる。

## 「通勤ライナー」との関係
都市圏を中心とした通勤輸送における有料着席列車の総称として「ホームライナー」という名称が用いられることがあるほか、「通勤ライナー」、「ライナー列車」、「全員着席型の快速通勤電車」などと呼ばれることもある。「通勤ライナー」は、主に着席サービスまたは速達サービスのいずれか（あるいはそれら両方）を提供することを目的として、定期券＋料金券（特急券、乗車整理券、座席指定券、ライナー券等）で乗車可能な、通勤・通学時間帯に「別建て」（編成中に料金不要車両を含まず、全て料金徴収車両で運行されること）で運行される旅客列車と定義され、ホームライナー、特急列車（有料）、急行列車（有料）、「別建て」の普通列車が該当する。通勤輸送対応で主に着席を提供することを意図して運行されている特急列車（例えば、「夕方の通勤特急」の触れ込みで運行されているJR四国牟岐線ホームエクスプレス阿南1号）の普通車自由席は「通勤ライナー」に該当するが、着席保証はないため通勤輸送向け着席保証列車には該当しない。